# Dynamic Data Exchange
DDE (ang. Dynamic Data Exchange) – protokół wprowadzony w Windows 3.x (dostępny też w OS/2 i Mac OS), który pozwalał aplikacjom komunikować się ze sobą w taki sposób, że gdy zawartość dokumentu utworzonego w jakiejś aplikacji (np. edytorze tekstów lub arkuszu kalkulacyjnym) została zmodyfikowana, automatycznie ulegał modyfikacji inny dokument, do którego był dołączony ten pierwszy. Typowym zastosowaniem DDE była aktualizacja dokumentu tekstowego, gdy zmieniła się zawartość arkusza kalkulacyjnego dołączonego do tego dokumentu. 
Mechanizm DDE został potem zastąpiony przez sprawniejszy i bogatszy funkcjonalnie mechanizm OLE (Object Linking and Embedding).